# Guido Mazzon
Guido Mazzon (* 1946 in Mailand) ist ein italienischer Jazztrompeter, Flügelhornist und Komponist.
Guido Mazzon wurde in den 1970er Jahren in der italienischen Jazzszene bekannt; Aufsehen erregte sein 1975 erschienenes Solo-Album; ein weiteres nahm er 1979 im Duo mit dem Sänger 
Marco Magrini auf. In dieser Zeit entstanden auch seine Duette mit dem Schlagzeuger Andrea Centazzo, bei denen Mazzon auch Klarinette und Klavier spielte.
Außerhalb Italiens wurde man auf Mazzon erst durch sein Album Other Line aufmerksam, das er für das Splasc(h)-Label mit dem Pianisten Umberto Petrin und dem Schlagzeuger Tiziano Tononi aufgenommen hatte. Außerdem spielte Mazzon ab den 1990er Jahren im Italian Instabile Orchestra sowie bei Giorgio Gaslinis Bigbandproduktion Masks 1990/1991 und 1992 auf Umberto Petrins Album Ooze. Im Jahr 1993 nahm Mazzon die Komposition Flights of Fancy mit Paul Rutherford auf, die nach dessen Tod 2007 mit dem Untertitel Suite in 5 Movements in Memory of Paul Rutherford auf Ictus Records veröffentlicht wurde. Danach entstand 1994 das Album Trumpet 'Buzz´ Duo mit Alberto Mandarini und 1997 das kammermusikalisch angelegte Werk If mit dem Tubisten Michel Godard und der Sängerin Maria Elena Moro. Die 2008 erschienene Anthologie As the Crow Flies vereint Werke Mazzons aus verschiedenen Schaffensphasen, u. a ein Duett mit Lester Bowie. Mazzon arbeitete außerdem mit Evan Parker und Anthony Braxton zusammen. 